# あすなろ杯争奪リーグ戦
あすなろ杯争奪リーグ戦（あすなろはいそうだつリーグせん）は、全日本プロレスが主催していた若手選手によるリーグ戦。
同趣旨のルー・テーズ杯争奪リーグ戦（ルー・テーズはいそうだつリーグせん）、ジャイアント馬場杯争奪リーグ戦（じゃいあんとばばはいそうだつリーグせん）、HOLD OUT CUP（ホールド・アウト・カップ）についても記述している。

## 概要
全日本プロレスに所属する若手選手の登龍門的大会として不定期に開催される。公式ルールとしてPWFルールを採用している。
- 総当たりのリーグ戦で各30分1本勝負
- 勝ち2点、時間切れ引き分け1点、負け・両者反則・両者リングアウト・無効試合は0点
- リーグ戦の得点上位2名が優勝戦に進出

第4回大会（2000年）はリーグ戦ではなくワンデイトーナメントとして行われた。

## 第1回大会（1989年）
参加6名
- 川田利明 6点 ※優勝
- 高野俊二 6点 ※準優勝
- サムソン冬木 6点 ※準優勝
- 田上明 5点
- 小橋健太 5点
- 高木功 2点

大会内容
高野が順当に勝ち点を伸ばし優勝に王手をかけるが、最後の公式戦で小橋にリングアウト負けを喫し川田・冬木に並ばれる。優勝戦は巴戦で行われ、まず冬木が高野を下し先に王手をかけるが、翌日の2戦目で川田が冬木を丸め込みリーグ戦の雪辱を果たすと、川田は翌日の3戦目でも高野をムーンサルトアタックで下し優勝を決めた。

## 第2回大会（1994年）
参加7名
- 秋山準 12点 ※優勝
- 大森隆男 8点 ※準優勝
- リチャード・スリンガー 6点
- 浅子覚 4点
- 井上雅央 4点
- 泉田竜角 4点
- 本田多聞 4点

大会内容
5年ぶりに開催された第2回は、本命と目された「超新星」秋山が期待通り全勝でリーグ戦をトップ通過、2位争いは同期の大森が混戦を抜け出し優勝戦進出。優勝戦は大森が奮戦するも秋山が初披露のエクスプロイダーから北斗原爆固めを決め文句なしの優勝、チャンピオン・カーニバルへの出場権を獲得した。

## 第3回大会（1996年）
参加7名
- 本田多聞 10点 ※優勝
- 大森隆男 10点 ※準優勝
- 泉田竜角 8点
- 浅子覚 6点
- 井上雅央 6点
- 志賀賢太郎 2点
- マウナケア・モスマン 0点

大会内容
5人による混戦を抜け出した大森と本田が優勝戦に進出。優勝戦は本田がダイビング・ヘッドバットを決めて優勝、大森はまたも優勝戦で涙を呑んだ。

## 第4回大会（2000年）
参加4名
- 金丸義信 ※優勝
- 丸藤正道 ※準優勝
- 森嶋猛
- 橋誠

ルール
この年はワンデイ・トーナメントで行われた。
大会内容
1回戦で森嶋を丸め込んだ丸藤と橋を下した金丸が優勝戦に進出。優勝戦は金丸が先輩の貫禄を見せムーンサルトプレスで快勝し優勝した。

## 第5回大会（2020年）
参加4名
- 田村男児 6点 ※優勝
- 大森北斗 4点 ※準優勝
- ライジングHAYATO（愛媛プロレス） 2点
- 青柳亮生 0点

ルール
リーグ戦は20分1本勝負に短縮。優勝戦は開催されず、リーグ戦の勝ち点のみで優勝が決まった。
大会内容
2020年3月に20年ぶりに開催されることが発表されるも、新型コロナウイルス感染拡大の影響で、開催は7月まで延期された。2戦2勝同士の大森と田村が最終戦で対戦し、田村が勝って優勝し「エボリューション」入りを表明した。

## ルー・テーズ杯争奪リーグ戦
ルー・テーズ杯争奪リーグ戦（ルー・テーズはいそうだつリーグせん）は、1983年に若手選手によるリーグ戦「ルー・テーズ杯争奪リーグ戦」が開催された。当リーグ開催の2年前に国際プロレスが主催し、団体崩壊のため決勝大会が中止になった同名の大会とは一切無関係。
参加8名
- 越中詩郎：6勝1敗 ※優勝
- 三沢光晴：5勝1敗1分 ※準優勝
- 菅原伸義：4勝2敗1分
- 百田義浩：4勝2敗
- 百田光雄：4勝2敗
- 後藤政二：1勝5敗1分
- 冬木弘道：1勝5敗1分
- 川田利明：7敗

大会内容
4月22日の札幌中島体育センター大会でリーグ戦上位2名による決勝戦が行われ、越中詩郎が三沢光晴を下し優勝した。決勝戦のレフェリーをルー・テーズが務めた。優勝した越中には海外武者修行の権利が与えられたが、決勝戦が好勝負であったため当時の社長であるジャイアント馬場の計らいで、準優勝の三沢にも海外武者修行の権利が与えられた。なお、実の兄弟である百田義浩と百田光雄は対戦しなかった。

## ジャイアント馬場杯争奪リーグ戦
ジャイアント馬場杯争奪リーグ戦（じゃいあんとばばはいそうだつリーグせん）は、2002年1月、若手、中堅選手12名によるリーグ戦「ジャイアント馬場杯争奪リーグ戦」が開催された。2000年1月22日の第4回あすなろ杯から約5か月後、大半の選手が全日本からプロレスリング・ノアに移籍したため所属選手が少ない状況であったが、フリーの選手や他団体からの入団・参戦により中堅選手が増えたことや新人選手のデビューもあり、あすなろ杯としてではなく若手・中堅選手による大会として行われた。
参加12名
Aブロック
- 長井満也 24点 ※優勝
- 奥村茂雄 14点
- 平井伸和 11点
- 保坂秀樹 8点
- 土方隆司 8点
- Hi69（KAIENTAI DOJO） 0点

Bブロック
- 荒谷信孝 21点 ※準優勝
- 田中将斗 19点
- 本間朋晃 8点
- 宮本和志 8点
- 愚乱・浪花 7点
- ヤス・ウラノ（KAIENTAI DOJO） 0点

ルール
リーグ戦は各20分1本勝負。4分59秒までの勝利は5点、9分59秒までの勝利は4点、14分59秒までの勝利は3点、19分59秒までの勝利は2点、時間切れ引き分けは1点、あらゆる負けは0点という得点形式が採用された。
大会内容
1月14日の横浜文化体育館大会で各ブロック1位による決勝戦が行われ、長井満也が荒谷信孝を破り優勝した。

## HOLD OUT CUP
HOLD OUT CUP（ホールド・アウト・カップ）は、2004年3月に若手、中堅選手6名によるリーグ戦「HOLD OUT CUP」の開催が発表された。優勝者にはチャンピオン・カーニバルへの出場権が与えられるというものだったが、6名のうち3名が負傷欠場となり、リーグ戦自体が中止となってしまった。

## 他団体における同じ趣旨の大会
- ヤングライオン杯争奪リーグ戦（新日本プロレス）
- モーリシャス杯争奪リーグ戦（プロレスリング・ノア）
- 獅子王杯（プロレスリングZERO-ONE）
- 若大将CUP（プロレスリングZERO1）
- ヤングドラマ杯（DDTプロレスリング）
- NEX-1トーナメント（DRAGONGATE）
- K-METAL LEAGUE（KAIENTAI DOJO）
- 上方プロレス新人大賞（大阪プロレス）
- ヤングマスター杯（道頓堀プロレス）
- ヤング日本海トーナメント（新潟プロレス）
- デーブ・フィンレー杯（WNC）
- ヤングガンバレ杯（ガンバレ☆プロレス）
- ヤングブルドッグ杯（SPWF）
- ヤングマグマ杯（WJプロレス）
- 蛟龍R（天龍プロジェクト）
- ヤングジェネレーションカップ（ジャパンプロレス2000）
- 若鯱リーグ戦（スポルティーバエンターテイメント）
- 新人王決定トーナメント（全日本女子プロレス）
- 蒼星杯（JWP女子プロレス）
- ヤングアイストーナメント（アイスリボン）
- ルーキー・オブ・スターダム（スターダム）
- じゃじゃ馬トーナメント（センダイガールズプロレスリング）
- ヤングライオンズカップ（CHIKARA）
- トルネオ・ラ・グラン・アルテルナティーバ（CMLL）
- ヤングドラゴン杯（闘龍門MEXICO）